# Omer Baes
Omer François Charles Baes (ur. 15 stycznia 1889 w Brugii, zm. 5 maja 1929 tamże) – belgijski piłkarz grający na pozycji bramkarza. Był reprezentantem Belgii.

## Kariera klubowa
Całą swoją karierę piłkarską Baes spędził w klubie CS Brugeois, w którym w sezonie 1908/1909 zadebiutował w pierwszej lidze belgijskiej i grał w nim do 1924 roku. Wraz z CS Brugeois wywalczył mistrzostwo Belgii w sezonie 1910/1911.

## Kariera reprezentacyjna
W reprezentacji Belgii Baes zadebiutował 1 maja 1913 roku w przegranym 0:1 towarzyskim meczu z Włochami, rozegranym w Turynie. W kadrze narodowej rozegrał 2 mecze, oba w 1913.